# صر كادمي
الصر الكادمي (باللاتينية: Noaea cadmea) نوع نباتي يتبع جنس الصر. كان قديماً يصنف ضمن الفصيلة الرمرامية (باللاتينية: Chenopodiaceae) التي ضمت حديثاً كأسرة إلى الفصيلة القُطَيفية (باللاتينية: Amaranthaceae)، من ثنائيات الفلقة.

## الموئل والانتشار
موطنه الأصلي اليونان.